# Srđ
Der  Srđ (auf Deutsch auch Sergiusberg) ist ein 412 m. i. J. hoher Berg und gilt als Hausberg der mittelalterlichen Stadt Dubrovnik in Dalmatien, Kroatien. Der Gipfel mit Steinkreuz und von den Franzosen im Jahr 1810 erbauter Festung ist touristisch mit einer Seilbahn, die für die Strecke etwa vier Minuten braucht, Aussichtsterrassen und einem Restaurant erschlossen. Zudem führen ein Wanderweg in Serpentinen und eine relativ schmale Straße auf das Gipfelplateau.
Vom Gipfel blicken Besucher auf Dubrovnik und die Insel Lokrum im Adriatischen Meer.
Srđ war einst dicht bewachsen mit Eichen, die die Einheimischen dubrava nannten, abgeleitet vom alten slawischen Wort dub (Eiche). Aus dem Wort leitet sich auch der Name der Stadt Dubrovnik ab. Die Pinien auf dem Südhang wurden in der zweiten Hälfte des 20. Jahrhunderts und während des Kroatienkrieges durch mehrere Feuer zerstört. Der Gipfel spielte auch eine Rolle bei der Belagerung von Dubrovnik, der heute im Museum im alten Fort gedacht wird.

## Bildergalerie

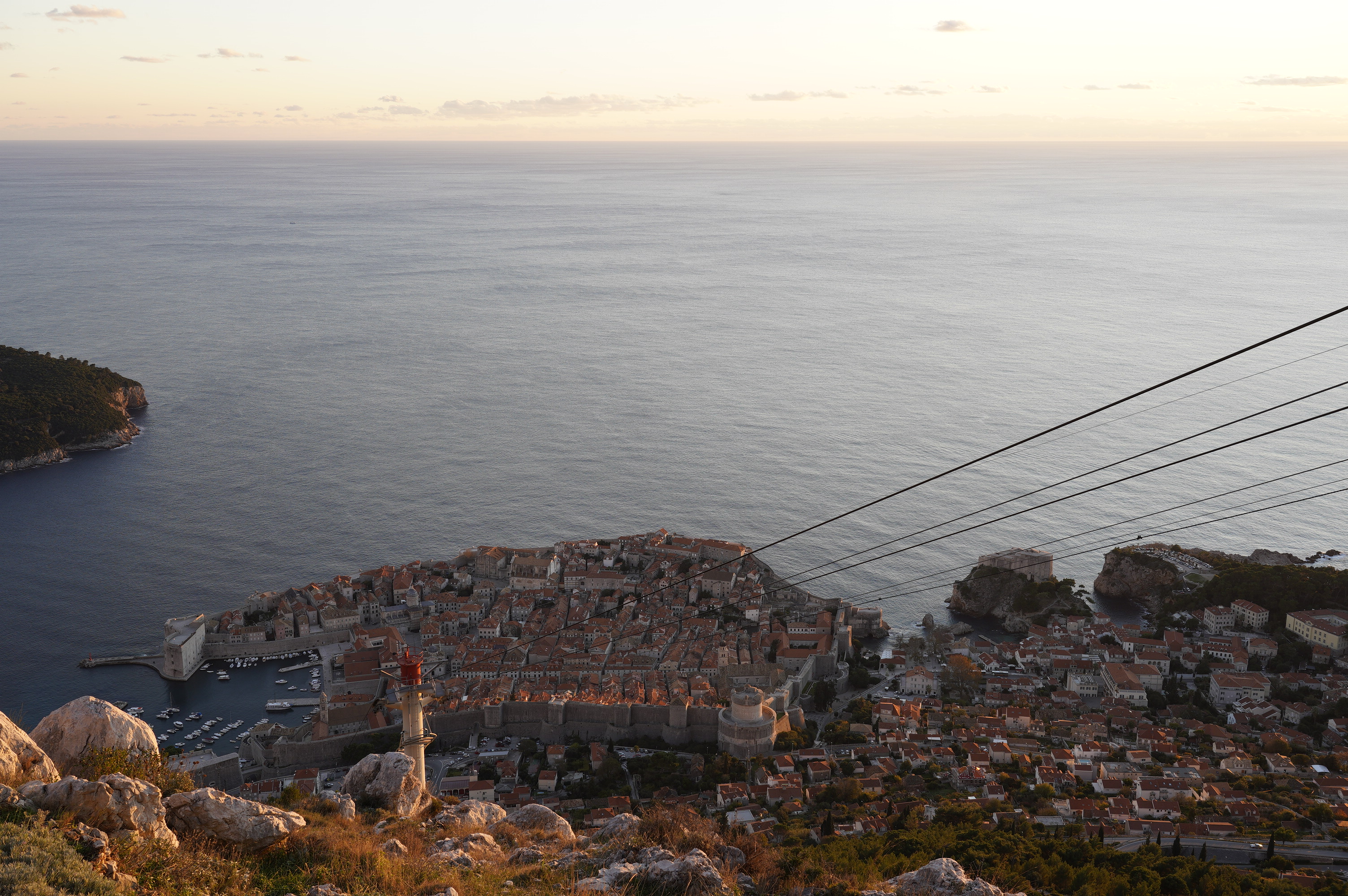
Der Blick vom Srđ auf Dubrovnik
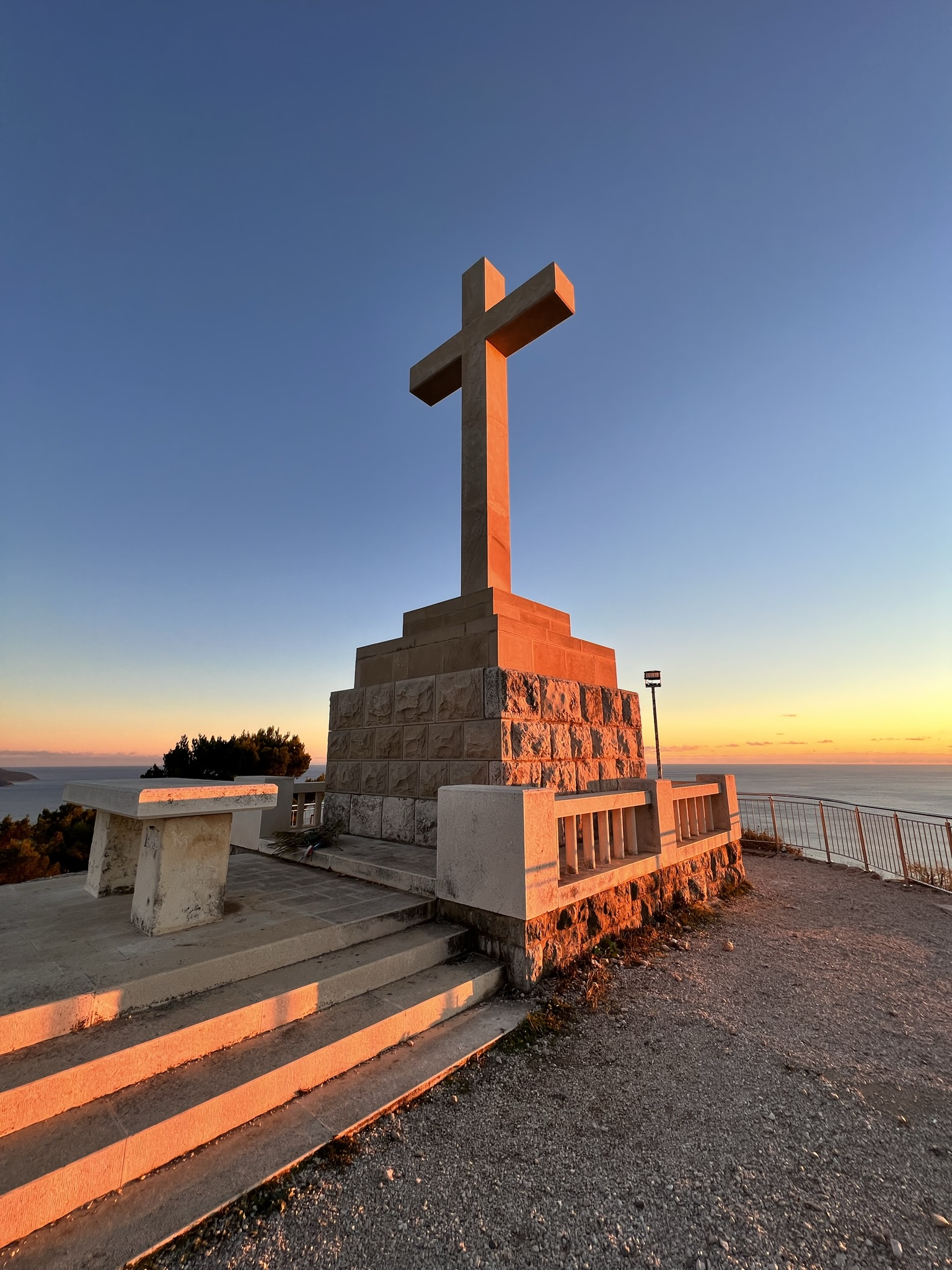
Das Gipfelkreuz auf dem Srđ